# باشگاه فوتبال وایت‌هاوک
باشگاه فوتبال وایت‌هاوک (به انگلیسی: Whitehawk Football Club) یک باشگاه فوتبال در شهر وایت‌هاوک، کشور انگلستان است که در سال ۱۹۴۵ میلادی تأسیس شده‌است.